# Internationale Schaaktoernooi in Amsterdam
Het Internationale Schaaktoernooi van 1889 was een schaaktoernooi, dat werd gehouden van 26 augustus 1889 tot en met 1 september 1889. Het was het eerste internationale schaaktoernooi in Nederland. Het toernooi kende een sterk deelnemersveld met internationale schaakmeesters. Amos Burn ging er met de winst vandoor, de latere wereldkampioen Emanuel Lasker werd tweede.
De partijen werden gespeeld in koffiehuis De Roode Leeuw, destijds gevestigd aan de Vijgendam 22. De organisatie lag in handen van het Vereenigd Amsterdamsch Schaakgenootschap.

## Algemeen
Begin 1889 werd op een ledenvergadering van het Vereenigd Amsterdamsch Schaakgenootschap het voorstel gedaan om een internationaal toernooi te organiseren, een wens die bij veel schakers destijds leefde. Het voorstel werd bij acclamatie aangenomen en nog diezelfde avond werd een commissie samengesteld die belast zou worden met de uitvoering van het plan. In de commissie namen de volgende heren plaats: H. Kothe, C. van Olst, J.J. Veraart, Arnold van Foreest, Adriaan de Lelie, J.A. Tinholt, Dirk van Foreest, I.D. Tresling en E. van Dien.
Het toernooi bestond uit drie klassen. De eerste klasse, het Meestertoernooi stond uitsluitend open voor internationale meester en de beste Nederlandse spelers. De commissie bepaalde wie in welke klasse mocht spelen.

## Eindstand & kruistabel Meestertoernooi
| # | Naam                 | Score | 1  | 2  | 3  | 4  | 5  | 6  | 7  | 8  | 9  | Prijs     |
| - | -------------------- | ----- | -- | -- | -- | -- | -- | -- | -- | -- | -- | --------- |
| 1 | Amos Burn            | 7     | -- | ½  | ½  | 1  | 1  | 1  | 1  | 1  | 1  | fl. 400,- |
| 2 | Emanuel Lasker       | 6     | ½  | -- | ½  | 0  | 1  | 1  | 1  | 1  | 1  | fl. 225,- |
| 3 | James Mason          | 5½    | ½  | ½  | -- | ½  | ½  | ½  | 1  | 1  | 1  | fl. 125,- |
| 4 | Louis Van Vliet      | 5     | 0  | 1  | ½  | -- | ½  | 1  | ½  | ½  | 1  | fl. 75,-  |
| 5 | Isidor Gunsberg      | 4     | 0  | 0  | ½  | ½  | -- | ½  | ½  | 1  | 1  | fl. 50,-  |
| 6 | Johann Hermann Bauer | 3½    | 0  | 0  | ½  | 0  | ½  | -- | 1  | ½  | 1  |           |
| 7 | Rudolf Loman         | 3     | 0  | 0  | 0  | ½  | ½  | 0  | -- | 1  | 1  |           |
| 8 | Arnold Van Foreest   | 2     | 0  | 0  | 0  | ½  | 0  | ½  | 0  | -- | 1F |           |
| 9 | Robinson Kay Leather | 0     | 0  | 0  | 0  | 0  | 0  | 0  | 0  | 0F | -- |           |

### Hoofdtoernooi (tweede klasse)
In het hoofdtoernooi namen de volgende schakers deel:
- A. J. A. Prange, Utrecht.
- A. G. Olland, Utrecht.
- F. van den Berg, Amstelveen.
- T. Fennema, Huizum.
- N. I. Miniati, Manchester.
- J. Pinedo Az., Amsterdam.
- A. de Boer, Nieuwer-Amstel.
- N. Jasnogorodsky, Londen.

Als eerste, tweede en derde eindigden Olland, Van den Berg en Miniati. Zij ontvingen geldprijzen van fl. 125,-, fl. 70,- en fl. 40,-

### Derde klasse
In de derde klasse speelden sterke spelers uit Nederland. Deelnemers waren:
- W. B. H. Meiners, Amsterdam.
- L. H. Deelman Jr., Groningen.
- A. Bleijkmans, Amsterdam.
- J. W. L. Köhler, Amsterdam.
- J. Wiedeman, Amsterdam.
- Dr. H. C. Maller, Amsterdam.
- J. R. Deen, Amsterdam.
- J. Bruin Wz., Wormerveer.
- L. Franken, Tjummarum.
- J. F. Pilger, Amsterdam.

Meiners, Köhler en Pilger eindigden in de top-3 en maakten aanspraak op prijzen van fl. 50, fl. 30 en fl. 20.

## Trivia
- Het verhaal gaat dat ook Joseph Blackburne zou deelnemen aan dit toernooi, maar niet kwam opdagen. De opengevallen plek in het Meestertoernooi was voor Robinson Kay Leather, die vanuit een lagere klasse omhoog werd geplaatst. Hij was echter niet opgewassen tegen de sterke deelnemers uit de Meesterklasse.[3]
- Tijdens het toernooi speelde Emanuel Lasker een legendarische partij tegen Johann Hermann Bauer, waarbij Lasker zijn beide lopers offerde om de pionnendekking voor zijn opponents koning open te breken, wat hem uiteindelijk de winst opleverde.[4] Deze partij is veelvuldig besproken in schaakboeken en magazines.